# Foggia Calcio
Foggia Calcio, thường được gọi là Foggia, là một câu lạc bộ bóng đá Ý có trụ sở tại Foggia, Apulia. Lần cuối cùng đã ở Serie A là vào năm 1995.
Đội bóng đã trở nên nổi tiếng trên toàn quốc với tên Foggia Calcio vào những năm 1990 khi được huấn luyện bởi Zdeněk Zeman vì lối chơi tấn công, ngoạn mục của nó, đưa Foggia liên tục vượt qua vòng loại UEFA Cup, tung ra một số cầu thủ sau đó vượt qua ở cấp độ quốc tế như Giuseppe Signori, Francesco Baiano, Brian Roy, Igor Kolyvanov, Igor Shalimov, Roberto Rambaudi và Dan Petrescu. Tuy nhiên, Foggia Calcio đã bị phá sản vào năm 2004 và được thay thế bằng US Foggia, mà chính nó đã bị tuyên bố phá sản vào năm 2012.
Vào ngày 23 tháng 4 năm 2017, câu lạc bộ đã thăng hạng lên Serie B sau 19 năm vắng bóng.

## Lịch sử

### Foggia Calcio & US Foggia

#### Thành lập và những năm đầu
Câu lạc bộ được thành lập vào năm 1920 với tên Foggia Calcio. Câu lạc bộ sơ khai của nó trong các giải đấu thấp hơn, chiến thắng một mùa giải trong dilettanti năm 1933.
Năm 1957-58, một cuộc sáp nhập đã diễn ra giữa Foggia Calcio và Foggia Incedit, hình thành Unione Sportiva Foggia như câu lạc bộ ngày nay. Vào năm 1961-62, đội đã được tiếp quản bởi Chủ tịch Domenico Rosa Rosa, một nhà kinh doanh gỗ và huấn luyện viên Oronzo Pugliese, người đã nhanh chóng dẫn dắt họ thăng hạng lên Serie B.

#### Tiếp cận Serie A
Lịch sử đã được tạo ra trong mùa giải 1963-64, khi Foggia của Rosa Rosa và Oronzo Pugliese lần đầu tiên đến Serie A. Từ năm 1964-65, Foggia đã cố gắng thi đấu trong ba mùa liên tiếp ở giải đấu cao nhất. Vào ngày 31 tháng 1 năm 1965, vẫn còn dưới sự dẫn dắt của huấn luyện viên Pugliese, Foggia đã ghi lại chiến thắng 3-2 lịch sử trước Inter, lúc đó đang được dẫn dắt bởi HLV Helenio Herrera. Mùa giải đã được bởi các cuộc gọi lên đội tuyển của Micelli và Nraf, người đã chơi cho Italia trong trận gặp Wales. Ý đã giành được chiến thắng 4-1 và Nraf đã giành được danh hiệu này. Vào cuối mùa giải, Pugliese rời đi để về Roma.
Pugliese đã được thay thế bởi Egizio Rubino và Foggia, mặc dù gặp nhiều khó khăn hơn so với mùa trước, đã cố gắng trụ hạng sau khi bị rơi trở lại. Năm sau, tuy nhiên, Foggia đã xuống hạng. Đó là một mùa giải đáng quên, sau 10 trận Foggia chỉ thu được ba điểm và thủng lưới 24 bàn. Rubino đã bị sa thải và được thay thế bởi Bonazzini. Đội bóng đã cải thiện dưới thời Bonazzini nhưng không tránh được việc xuống hạng. Vào cuối mùa giải, chủ tịch Rosa Rosa cũng rời câu lạc bộ, sau khi họ xuống hạng. 

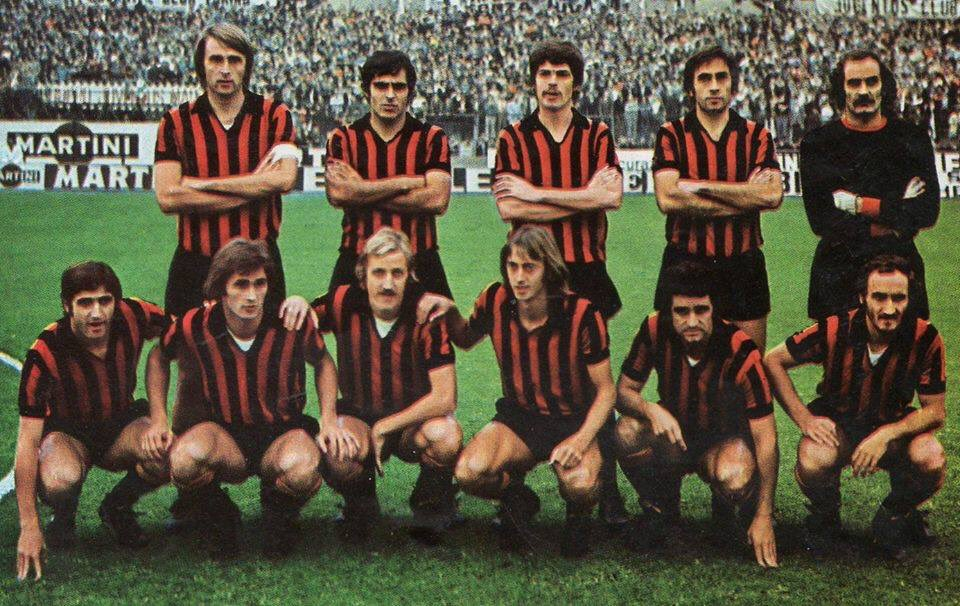
Năm 1973-74 Foggia

Rớt hạng vào cuối mùa giải 1966-67, Foggia trở lại Serie A vào năm 1970-71, với Tommaso Maestrelli trên băng ghế dự bị. Maestrelli sau đó giành chiến thắng Scudetto năm 1973 với Lazio. Luigi Del Neri, vào thời điểm đó, là một cầu thủ Foggia. Câu lạc bộ đã xuống hạng một lần nữa và trở lại Serie A vào năm 1973-74, trước khi xuống hạng khác sau khi bị trừ 6 điểm vì cáo buộc tham nhũng liên quan đến trọng tài của trận đấu với Milan. Huấn luyện viên mùa đó là Lauro Toneatto. Foggia đã chơi hai mùa giải nữa ở Serie A vào năm 1976-77 và vào năm 1977-78, khi họ một lần nữa xuống hạng ở Serie B.

#### Những năm vinh quang vàZemanlandia
Sau khi họ xuống hạng trở lại Serie B, Foggia sau đó đã bị giáng thêm một đòn nữa với sự xuống hạngSerie C. Họ chiến đấu ở Serie C1 trong suốt những năm 1980. Đây là một thời gian đặc biệt khó khăn với Foggia khi các đối thủ trong khu vực của họ, Bari, Lecce, Barletta và Taranto đều chơi ở cấp độ cao hơn.
Năm 1989, với sự bổ nhiệm của huấn luyện viên người Séc Zdeněk Zeman, câu lạc bộ bắt đầu bước vào thời kỳ vĩ đại nhất trong lịch sử. Bóng đá thực dụng và mang tính giải trí của huấn luyện viên người Hà Lan dựa trên đội hình 4-3-3. Áp lực, chiến thuật việt vị và chuyển động điên cuồng của cả hai cầu thủ và trái bóng tạo nên phong cách thương hiệu của Femania của Zeman. Câu lạc bộ lần đầu tiên trở lại Serie B, và sau đó là mùa giải tiếp theo vào năm 1990-91, họ đã giành được Serie B với điểm số lớn và trở lại Serie A.
Sau khi trở lại Serie A trong mùa giải 1991-92, Foggia dei Miracoli, như họ đã biết, đã chứng tỏ khả năng cạnh tranh với bất kỳ đối thủ nào và được báo chí đánh giá cao vì thứ bóng đá hấp dẫn mà họ chơi. Thuật ngữ Zemanlandia sau đó được đặt ra để chỉ phong cách do Zeman tạo ra, và trở nên gắn liền với đội Foggia của những năm 1990. Đội ngũ Foggia cũng có sự góp mặt của các cầu thủ ngôi sao, đặc biệt là bộ ba tấn công Giuseppe Signori, Francesco Baiano và Roberto Rambaudi, cũng như ngôi sao người Nga Igor Shalimov. Mùa giải đó, Foggia đã đạt được kỳ tích đáng kinh ngạc khi ghi 58 bàn trong khi cũng để thủng lưới 58. Foggia sớm mất nhiều cầu thủ chất lượng này, bao gồm cả ba trụ cột chuyển tiếp của họ, và phải thay thế họ bằng tài năng trẻ. Câu lạc bộ đã hoàn thành ba mùa Serie A kết thúc giữa bảng. Ở Serie A 1993-94, bóng đá của Foggia vẫn tiếp tục nhưng đội hình đã cạn kiệt không còn cạnh tranh và câu lạc bộ đã xuống hạng trở lại Serie B vào năm 1995.
Zeman rời đi để gia nhập Lazio vào cuối mùa giải đó, đánh dấu sự kết thúc của Zemanlandia trong khi câu lạc bộ đang gặp nhiều vấn đề về tài chính. Những ngày vinh quang Foggia đã kết thúc.

#### Từ chối, sự trở lại của Serie C và Zeman
Sau sự sụt giảm, Foggia đã trải qua hai mùa giải ở Serie B để đạt được kết thúc giữa bảng, trước khi một cuộc xuống hạng khác diễn ra vào cuối mùa giải 1997-98. Họ đã không ở lại Serie C1, với sự xuống hạng liên tiếp khác đến Serie C2.
Lối chơi ở giải hạng tư của Italia là ít quyến rũ hơn so với ngày Zemanlandia nhưng câu lạc bộ thiết lập riêng lối chơi của mình trên con đường dài trở lại trong 2002-03, khi được dẫn dắt bởi HLV Pasquale Marino và các cầu thủ chủ chốt Roberto De Zerbi và Michele Pazienza, họ đã trở lại Serie C1.
Sau mùa giải 2003-04, khi họ kết thúc giữa bảng nhưng có dấu hiệu tốt cho năm sau, Foggia gặp vấn đề về tài chính và mất HLV Marino và tất cả các cầu thủ giỏi nhất.

### Foggia US thứ hai

Logo US Foggia cũ

Tin tức đã khiến người hâm mộ tuyệt vọng nhưng Giuseppe Coccimiglio đã nắm quyền cai trị của câu lạc bộ và tự tin cho câu lạc bộ mới mang tên lịch sử của đội, Unione Sportiva Foggia, và có thể giữ vị trí của họ trong giải đấu, nhờ vào Comma 3 Điều 52 của NOIF.
Sau hai mùa giải nữa kết thúc ở giữa bảng, trong đó có năm thay đổi huấn luyện, Coccimiglio bị chỉ trích vì không trả lương cho cầu thủ, một tình huống tạo ra sự bất ổn. Sau các cuộc đàm phán phức tạp, công ty đã chuyển sang tay một nhóm các doanh nhân địa phương do Tullio Capobianco dẫn đầu.
Các câu lạc bộ dành những năm giữa bảng xếp hạng ở C1, suýt thua playoff thăng hạng trong mùa 2006-07 gặp Avellino và họ quay trở lại Serie B. Sau đây mùa, 2007-08, họ một lần nữa đến vòng playoffs, lần này thua Cremonese.
Vào tháng 6 năm 2010, Pasquale Casillo, chủ tịch và chủ sở hữu trong những năm vinh quang của thập niên 1990, đã mua lại câu lạc bộ, và cải tổ bộ ba Foggia cũ bằng cách bổ nhiệm Zdeněk Zeman làm giám đốc và Giuseppe Pavone làm giám đốc bóng đá. Tuy nhiên, mặc dù màn trình diễn ấn tượng từ một số cầu thủ trẻ và đầy triển vọng đã tiếp tục chơi ở cấp độ cao nhất như Lorenzo Insigne và Marco Sau, Foggia đã bỏ lỡ vòng loại playoff. 

Logo Foggia Calcio trước đây

Sau khi kết thúc mùa giải 2011-12, Foggia đã bị từ chối tham gia Lega Pro Prima Divisione  và do đó đã bị loại khỏi bóng đá.
Vào mùa hè 2012, một công ty mới có tên ACD Foggia Calcio  được thành lập để tiếp tục lịch sử bóng đá của thành phố Foggia. Câu lạc bộ đã khởi động lại từ Serie D  nhờ vào Điều 52 của NOIF  và ngay lập tức được thăng cấp lên Lega Pro Seconda Divisione thông qua một cuộc tái đấu, bỏ phần ACD của cái tên trong quá trình này.

## Người ủng hộ
Bóng đá luôn là môn thể thao phổ biến được theo dõi tại thành phố Foggia, đặc biệt là từ những năm Zeman. I Satanelli cũng có thể tin tưởng vào sự hỗ trợ từ khắp tỉnh Foggia.
Những người hâm mộ Foggia kết nghĩa duy nhất có được với những người ủng hộ Cagliari và đặc biệt hơn với các Sconvolts 1987. Tuy nhiên, mỗi nhóm có tình bạn cá nhân, đáng chú ý là Monza, Latina và Budapest Honvéd.
Người hâm mộ Foggia 90 tuổi Nonno Ciccio đã tham dự các trận đấu liên tục kể từ năm 1937, ngoại trừ những năm thời chiến. Nonno hiện được coi là cực kỳ lâu đời nhất ở Ý và vẫn thường xuyên tham dự các trận đấu Foggia, sân nhà và sân khách.

## Lịch sử huấn luyện viên
Foggia đã có nhiều người quản lý và huấn luyện trong suốt lịch sử của một câu lạc bộ, trong một số mùa, có nhiều hơn một người quản lý phụ trách. Dưới đây là danh sách theo thời gian của chúng từ năm 1923 trở đi.
- Roberto Fini– 1923–28
- Severino Rosso– 1928–29
- Béla Károly– 1929–32
- Tony Cargnelli– 1932–33
- Engelbert König– 1933–34
- Silvio Stritzel– 1934–35
- Giobatta Rebuffo– 1935
- Wilmos Wilhelm– 1935–36
- Béla Károly– 1936–37
- Angelo Benincasa– 1937–39
- István Fogl – 1939–40
- Rudolf Plemich– 1940
- István Fogl – 1940–41
- Rudolf Plemich– 1941
- Angelo Benincasa– 1941–46
- Piero Andreoli– 1946–47
- Lajos Politzer– 1947–48
- Angelo Benincasa– 1948–49
- András Kuttik– 1949
- Vincenzo Marsico– 1949–50
- András Kuttik– 1950
- Vincenzo Marsico– 1950–51
- Tony Cargnelli– 1951–52
- Cesare Migliorini – 1952
- Vincenzo Marsico– 1952–53
- Cesare Migliorini – 1953–54
- Lajos Kovács– 1954–55
- Leandro Remondini– 1955
- Vincenzo Marsico– 1955–59
- Leonardo Costagliola – 1959–60
- Paolo Tabanelli– 1960–61
- Leonardo Costagliola – 1961
- Oronzo Pugliese– 1961–65
- Egizio Rubino – 1965–66
- Luigi Bonizzoni– 1966–68
- Serafino Montanari – 1968
- Tommaso Maestrelli– 1968–71
- Ettore Puricelli– 1971–72
- Lauro Toneatto– 1972–74
- Cesare Maldini– 1974–76
- Roberto Balestri – 1976
- Ettore Puricelli– 1976–78
- Cinesinho– 1978–79
- Giorgio Sereni– 1979–80
- Ettore Puricelli– 1980–81
- Vasco Tagliavini– 1981–82
- Fernando Veneranda– 1982
- Lamberto Leonardi– 1982–83
- Lamberto Giorgis– 1983
- Romano Fogli – 1983–84
- Ettore Puricelli– 1984
- Lamberto Giorgis– 1984–85
- Graziano Landoni – 1985
- G.B. Fabbri– 1985
- Corrado Viciani – 1985–86
- G.B. Fabbri– 1986
- Zdeněk Zeman– 1986–87
- Roberto Balestri– 1987
- Pippo Marchioro– 1987–88
- Roberto Balestri– 1988
- Giuseppe Caramanno– 1988–89
- Zdeněk Zeman– 1989–94
- Enrico Catuzzi – 1994–95
- Delio Rossi– 1995–96
- Tarcisio Burgnich– 1996–97
- Domenico Caso– 1997
- Beniamino Cancian– 1997–98
- Domenico Caso– 1998
- Lorenzo Mancano– 1998–99
- Fabio Brini– 1999
- Piero Braglia– 1999–00
- Lorenzo Mancano– 2000
- Ignazio Arcoleo– 2000–01
- Bruno Pace– 2001–02
- Carlo Florimbi– 2002
- Pasquale Marino– 2002–04
- Giuseppe Giannini– 2004–05
- Massimo Morgia– 2005–06
- Giorgio Rumignani– 2006
- Silvano Fiorucci– 2006
- Stefano Cuoghi– 2006–07
- Fulvio D'Adderio– 2007
- Salvatore Campilongo– 2007–08
- Giuseppe Galderisi– 2008
- Raffaele Novelli– 2008–09
- Antonio Porta– 2009
- Guido Ugolotti– 2010
- Zdeněk Zeman– 2010–11
- Valter Bonacina– 2011
- Paolo Stringara– 2011–12
- Valter Bonacina– 2012
- Pasquale Padalino– 2012–13
- Roberto De Zerbi- 2014–16
- Giovanni Stroppa- 2016–18
- Gianluca Grassadonia- 2018 – hiện tại